# Ariel Soto
Ariel Román Soto González (San José, 14 de mayo de 1992) es un futbolista costarricense que juega como defensa en el Sporting F.C de la Primera División de Costa Rica.

## Trayectoria
Ariel Soto es un jugador formado en las divisiones menores del Brujas FC. Debuta en la Primera División de Costa Rica con el equipo hechicero el 6 de diciembre de 2009 en un partido ante la Asociación Deportiva Ramonense que terminó 0-0 en el estadio Cuty Monge.
Tras su paso en Brujas FC, Soto llega a Orión FC para el Invierno 2011, sin embargo en ese torneo no jugó ni un solo partido con el equipo granota y da el paso a Liga Deportiva Alajuelense para el Verano 2012.
En la Liga debuta el 22 de enero de 2012 bajo la dirección técnica de Óscar Ramírez en un juego que los manudos perdieron 0-1 ante Cartaginés en el Morera Soto.
Su primer gol en Primera División se lo anota al portero Dexter Lewis en un juego ante Limón FC el 19 de febrero de 2012 en el estadio Morera Soto.

## Clubes
| Club            | País       | Año       |
| --------------- | ---------- | --------- |
| Brujas F.C      | Costa Rica | 2010-2011 |
| Orión FC        | Costa Rica | 2011-2012 |
| L.D Alajuelense | Costa Rica | 2012-2015 |
| Boyacá Chicó    | Colombia   | 2016      |
| UCR Fútbol Club | Costa Rica | 2016-2019 |
| C.S Herediano   | Costa Rica | 2019-2023 |
| Sporting F.C    | Costa Rica | 2023-Act  |

## Palmarés

### Títulos nacionales
| Título                         | Club            | País       | Año  |
| ------------------------------ | --------------- | ---------- | ---- |
| Primera División de Costa Rica | L.D Alajuelense | Costa Rica | 2012 |
| Primera División de Costa Rica | C.S Herediano   | Costa Rica | 2019 |
| Supercopa de Costa Rica        | C.S Herediano   | Costa Rica | 2020 |
| Primera División de Costa Rica | C.S Herediano   | Costa Rica | 2021 |
| Supercopa de Costa Rica        | C.S Herediano   | Costa Rica | 2022 |